# Demeljoch
Demeljoch är ett berg i Österrike, på gränsen till Tyskland.   Det ligger i förbundslandet Kärnten, i den västra delen av landet, 400 km väster om huvudstaden Wien. Toppen på Demeljoch är 1 924 meter över havet, eller 609 meter över den omgivande terrängen. Bredden vid basen är 4,1 km.
Terrängen runt Demeljoch är kuperad åt nordost, men åt sydväst är den bergig. Runt Demeljoch är det ganska glesbefolkat, med 42 invånare per kvadratkilometer.. Närmaste större samhälle är Achenkirch, 9,5 km öster om Demeljoch. 
I omgivningarna runt Demeljoch växer i huvudsak blandskog.